# Temporada 2014-15 da PSL
A Premier Soccer League 2014-2015 ou ABSA Premiership foi a 18º edição da Premier Soccer League, principal competição de futebol da África do Sul. Com a participação de 16 clubes
Kaizer Chiefs foi o campeão, e o vice Mamelodi Sundowns.

## Regulamento
- Turnos: O torneio teve a participação de 16 clubes que jogaram entre si em dois turnos ( turno e returno ), onde a vitória vale 3 pontos e o empate vale 1. O clube que somar maior número de pontos é declarado o campeão, sem precisar jogar partidas finais.

- Rebaixamento: Os dois últimos colocados foram automaticamente rebaixados para a Segunda Divisão da edição 2015-2016, sendo substituídos pelos dois melhores colocados da Segunda Divisão da edição 2014-2015.

## Equipes e estádios
| Time                  | Província     | Estádio                    | Capacidade |
| --------------------- | ------------- | -------------------------- | ---------- |
| Ajax Cape Town        | Western Cape  | Cape Town Stadium          | 55 000     |
| AmaZulu               | Kwazulu-Natal | Moses Mabhida Stadium      | 54 000     |
| Bidvest Wits          | Gauteng       | Bidvest Stadium            | 5 000      |
| Bloemfontein Celtic   | Free State    | Seisa Ramabodu Stadium     | 20 000     |
| Chippa United         | Eastern Cape  | Nelson Mandela Bay Stadium | 49 000     |
| Free State Stars      | Free State    | Charles Mopeli Stadium     | 35 000     |
| Kaizer Chiefs         | Gauteng       | FNB Stadium (Soccer City)  | 94 700     |
| Mamelodi Sundowns     | Gauteng       | Loftus Versfeld Stadium    | 52 000     |
| Maritzburg United     | Kwazulu-Natal | Harry Gwala Stadium        | 10 700     |
| Moroka Swallows       | Gauteng       | Dobsonville Stadium        | 24 000     |
| Mpumalanga Black Aces | Mpumalanga    | Mbombela Stadium           | 40 900     |
| Orlando Pirates       | Gauteng       | Orlando Stadium            | 36 400     |
| Platinum Stars        | North West    | Royal Bafokeng Stadium     | 45 000     |
| Polokwane City        | Limpopo       | Peter Mokaba Stadium       | 41 733     |
| Supersport United     | Gauteng       | Lucas Moripe Stadium       | 28 900     |
| Tuks FC               | Gauteng       | Tuks Stadium               | 8,000      |

## Classificação
| #  | Equipa                 | J  | V  | E  | D  | GP | GC | SG  | Pts | Classificação                          |
| -- | ---------------------- | -- | -- | -- | -- | -- | -- | --- | --- | -------------------------------------- |
| 1  | Kaizer Chiefs (C) (Q)  | 30 | 21 | 6  | 3  | 41 | 14 | +27 | 69  | Qualificado para CAF Champions League  |
| 2  | Mamelodi Sundowns (Q)  | 30 | 16 | 9  | 5  | 44 | 24 | +20 | 57  | Qualificado para CAF Champions League  |
| 3  | Bidvest Wits (Q)       | 30 | 15 | 7  | 8  | 34 | 25 | +9  | 52  | Qualificado para CAF Confederation Cup |
| 4  | Orlando Pirates        | 30 | 13 | 11 | 6  | 46 | 29 | +17 | 50  |                                        |
| 5  | Ajax Cape Town (Q)     | 30 | 12 | 8  | 10 | 34 | 35 | −1  | 44  | Qualificado para CAF Confederation Cup |
| 6  | Supersport United      | 30 | 12 | 5  | 13 | 39 | 40 | −1  | 41  |                                        |
| 7  | Bloemfontein Celtic    | 30 | 11 | 7  | 12 | 34 | 27 | +7  | 40  |                                        |
| 8  | Maritzburg United      | 30 | 10 | 10 | 10 | 30 | 25 | +5  | 40  |                                        |
| 9  | Free State Stars       | 30 | 10 | 8  | 12 | 34 | 39 | −5  | 38  |                                        |
| 10 | Mpumalanga Black Aces  | 30 | 7  | 13 | 10 | 35 | 39 | −4  | 34  |                                        |
| 11 | Platinum Stars         | 30 | 8  | 10 | 12 | 30 | 38 | −8  | 34  |                                        |
| 12 | Polokwane City         | 30 | 9  | 7  | 14 | 42 | 60 | −18 | 34  |                                        |
| 13 | University of Pretoria | 30 | 7  | 11 | 12 | 28 | 32 | −4  | 32  |                                        |
| 14 | Chippa United          | 30 | 7  | 9  | 14 | 23 | 37 | −14 | 30  |                                        |
| 15 | Moroka Swallows        | 30 | 8  | 6  | 16 | 30 | 47 | −17 | 30  | Qualificado para PSL Playoff           |
| 16 | AmaZulu (R)            | 30 | 6  | 9  | 15 | 31 | 44 | −13 | 27  | Rebaixado para National First Division |

Última atualização em 9 May 2015
Fonte: http://www.espnfc.com/south-african-premiership/2197/table
Regras para classificação: 1º pontos; 2º saldo de gols; 3º gols pró.
(C) = Campeão; (R) = Rebaixado; (P) = Promovido; (O) = Vencedor do play-off; (A) = Classificado para a próxima fase. 
Somente aplicável se a temporada não tiver terminado: 
(Q) = Classificado para a fase do torneio indicada; (TQ) = Classificado para o torneio, mas não para a fase indicada; (DQ) = Desclassificado do torneio.

## Artilharia
| Posição | Jogador              | Clube               | Gols |
| ------- | -------------------- | ------------------- | ---- |
| 1       | Moeketsi Sekola      | Free State Stars    | 14   |
| 2       | Lerato Trevor Lamola | Bloemfontein Celtic | 13   |
| 3       | Puleng Tlolane       | Polokwane City      | 11   |
| 4       | Kermit Erasmus       | Orlando Pirates     | 10   |
| 4       | Cuthbert Malajila    | Mamelodi Sundowns   | 10   |
| 6       | Jeremy Brockie       | Supersport United   | 8    |
| 6       | Ndumiso Mabena       | Platinum Stars      | 8    |
| 6       | Lehlohonolo Majoro   | Orlando Pirates     | 8    |
| 9       | Khama Billiat        | Mamelodi Sundowns   | 7    |
| 9       | George Lebese        | Kaizer Chiefs       | 7    |
| 9       | Thabo Mnyamane       | Pretoria University | 7    |
| 9       | Siyabonga Nomvethe   | Moroka Swallows     | 7    |
| 9       | Atusaye Nyondo       | Pretoria University | 7    |
| 9       | Bernard Parker       | Kaizer Chiefs       | 7    |
| 9       | Eleazar Rodgers      | Platinum Stars      | 7    |